# Mand!
Mand! is een Nederlandse uitdrukking die gebruikt wordt als bondige aansporing om een verhaal, uitleg of betoog in te korten. Varianten zijn onder meer “een mandje doen”, wat verwijst naar het vertellen van een sterk verkorte versie van een verhaal.

## Ontstaansgeschiedenis
De uitdrukking vindt zijn oorsprong in het VPRO-televisieprogramma Omroep Maxim uit 2012, waarin antiquair Ben Strik, aangespoord door presentator Maxim Hartman om zijn verhaal steeds korter te maken, uiteindelijk slechts het woord “Mand!” uitspreekt.
Hoewel het fragment uit 2012 stamt, is de uitroep “Mand!” ook tien jaar later nog steeds in gebruik – of in elk geval herkenbaar – en wordt die regelmatig genoemd. Kennelijk was wat aanvankelijk viraal ging en een meme werd geen voorbijgaande trend, maar een blijvend taalfenomeen: de term werd in de Tweede Kamer gebruikt door politici als Caroline van der Plas en Dilan Yeşilgöz en in het lesboek Nieuw Nederlands is een passage opgenomen over meneer Mand.